# Deutsche sozialdemokratische Arbeiterpartei in der Tschechoslowakischen Republik
Die Deutsche sozialdemokratische Arbeiterpartei in der Tschechoslowakischen Republik (DSAP) war die führende sozialdemokratische Partei der deutschsprachigen Volksgruppe in der Ersten und Zweiten Tschechoslowakischen Republik. Die DSAP entstand 1919 nach der Gründung der Tschechoslowakei und löste sich 1939 angesichts der Zerschlagung der Republik auf.

Mitgliedsausweis der DSAP

## Vorläufer der Partei
Vorläufer der Partei war die bereits im Jahre 1863 in Asch im Egerland, als Sektion des Allgemeinen Deutschen Arbeitervereins gegründete Arbeitervereinigung, die erste sozialdemokratische Organisation im Kaisertum Österreich. Die Sozialdemokratische Arbeiterpartei trat bewusst ohne das Wort „Österreich“ im Namen auf, um auch unter den Nicht-Deutschen in Böhmen und Mähren Akzeptanz zu finden.

## Parteigründung und Wirken
Nach dem Ersten Weltkrieg und dem Zerfall Österreich-Ungarns traten die deutschböhmischen und deutschmährischen sozialdemokratischen Abgeordneten in der Provisorische Nationalversammlung erfolglos für ein Deutschösterreich einschließlich der mehrheitlich deutschsprachigen Gebiete der böhmischen Länder ein.
Nach der Gründung der Tschechoslowakei, konstituierte sich im September 1919 die deutsche Arbeiterbewegung in der Tschechoslowakei in Teplitz-Schönau als „Deutsche sozialdemokratische Arbeiterpartei in der Tschechoslowakischen Republik“ (DSAP). Vorsitzender wurde im Jahr 1920 Ludwig Czech, der als Rechtsanwalt in Brünn tätig war. Er wurde der Nachfolger des ersten Parteivorsitzenden Josef Seliger (1870–1920), der nur wenige Tage nach dem zweiten Parteitag (im Oktober 1920 in Karlsbad) im Alter von nur 50 Jahren gestorben war.
Die Partei betrieb in Prag den Verlag der Deutschen sozialdemokratischen Arbeiterpartei in der Tschechoslowakischen Republik. Vom 1. September 1921 an erschien in Prag die Tageszeitung Sozialdemokrat, mit dem Untertitel Zentralorgan der Deutschen Sozialdemokratischen Arbeiterpartei in der Tschechoslowakischen Republik.
Bei der Wahl des Jahres 1929 konnten die Sozialdemokraten ihren Stimmenanteil auf 6,9 Prozent erhöhen. Sie wurden zur stärksten deutschen Fraktion im Prager Abgeordnetenhaus und mit ihrem Vorsitzenden Ludwig Czech als Minister an der Regierung beteiligt, und zwar bis 1938, mithin in der Zeit der beginnenden Weltwirtschaftskrise, die sich immer dramatischer auf die industriell und handwerklich geprägten Sudetengebiete auswirkte.
Ihr Parteivorsitzender Ludwig Czech bekleidete von 1929 bis 1938 in der Regierung der ersten tschechoslowakischen Republik das Amt des Ministers für soziale Fürsorge, später das Amt des Arbeitsministers und zuletzt des Gesundheitsministers. Die „Czechkarten“, Lebensmittelmarken für gewerkschaftlich nicht gebundene Arbeitslose, waren in den Jahren der Weltwirtschaftskrise oft bitter nötige Hilfen für tschechische wie deutsche Arbeiterfamilien. Unter Czech trat die DSAP für einen integrativen Kurs ein, der eine konstruktive Mitarbeit der Deutschen in der jungen tschechoslowakischen Republik vorsah.
In der ersten tschechoslowakischen Republik war die DSAP die wichtigste deutsche Partei. Sie versuchte, der deutschen Bevölkerung in der Republik einen Platz zu geben. Sie verlor aber während der Wirtschaftskrise viele Anhänger. Umso mehr gewann die Sudetendeutsche Partei (SdP) an Zuspruch, die ab 1937 offen einen Anschluss der mehrheitlich deutschsprachigen Gebiete an das Deutsche Reich forderte.
Im März 1938 wurde Wenzel Jaksch als Nachfolger Czechs zum neuen Parteivorsitzenden der DSAP gewählt. Als nach dem Münchner Abkommen deutsche Truppen am 1. Oktober 1938 mit der Besetzung des Sudetenlands begannen, konnte sich nur ein Teil der demokratischen Politiker in die sogenannte Rest-Tschechoslowakei (→ Zerschlagung der Tschechoslowakei) retten. Gleich nach dem Einmarsch deutscher Truppen in das Sudetenland wurden Sozialdemokraten verfolgt, ebenso die Mitglieder der Christlich-Sozialen Partei und vor allem Juden. Vom Oktober bis Dezember 1938 wurden 20.000 Mitglieder der Sozialdemokratischen Partei verhaftet; 2.500 Sudetendeutsche wurden allein in das KZ Dachau eingewiesen. Ins westliche Ausland flüchteten schätzungsweise 30.000 Personen. Am 9. November 1938, 40 Tage nach dem Münchner Abkommen, musste der Sozialdemokrat, die Tageszeitung der DSAP, sein Erscheinen einstellen.
Der Führer der SdP, Konrad Henlein – Mitglied der NSDAP ab 1939 – wurde mit der Errichtung des Reichsgaus Sudetenland zum 15. April 1939 dort Gauleiter und zugleich Reichsstatthalter.
Am 22. Februar 1939 beschloss der Vorstand der DSAP die Einstellung aller Aktivitäten auf dem Territorium der Tschechoslowakischen Republik und die Fortsetzung der Arbeit im Ausland unter dem Namen „Treuegemeinschaft sudetendeutscher Sozialdemokraten“.
Heute nimmt die Seliger-Gemeinde das politische und geistige Erbe der früheren DSAP wahr. Sie wurde als „Gesinnungsgemeinschaft sudetendeutscher Sozialdemokraten“ am 4. Juni 1951 in München gegründet.

## Wahlergebnisse
Bei den Mandaten ist zunächst die Zahl der gewählten Abgeordneten aufgeführt. In Klammern ist die Zahl der Fraktionsmitglieder am Ende der Wahlperiode genannt. In der Vierten Wahlperiode ist die Veränderung dadurch entstanden, dass die Abgeordneten der an das Reich abgetretenen Gebiete ihre Mandate verloren.
|                          | Wahl 1920             | Wahl 1925 | Wahl 1929 | Wahl 1935 |
| ------------------------ | --------------------- | --------- | --------- | --------- |
| Stimmen                  | 689.201               | 411.040   | 506.750   | 299.942   |
| in %                     | 11,1                  | 5,8       | 6,9       | 3,6       |
| Mandate Abgeordnetenhaus | 31 (29 + 1 Hospitant) | 17 (17)   | 21 (21)   | 11 (4)    |
| Mandate Senat            | 16 (17)               | 9 (9)     | 11 (11)   | 6 (2)     |

## Personen

### Vorsitzende
- Josef Seliger (3. September 1919 bis 18. Oktober 1920)
- Ludwig Czech (11. Dezember 1921 bis 28. März 1938)
- Wenzel Jaksch (28. März 1938 bis 9. November 1938)

### Klubobmänner Abgeordnetenhaus
- Josef Seliger (1. Wahlperiode (1920 bis 1925) bis 18. Oktober 1920)
- Ludwig Czech (1. Wahlperiode ab 18. Oktober 1920 bis 3. Wahlperiode)
- Eugen de Witte (4. Wahlperiode (1935 bis 1939))

### Klubobmänner Senat
- Carl Heller (1. bis 3. Wahlperiode)
- Theodor Hackenberg (4. Wahlperiode)